# Lista de episódios de Kaichō wa Maid-sama!
Esta é a lista de episódios do anime Kaichou wa Maid-sama!.

## Lista de episódios
| # | Título | Exibição original      |
| --- | --- | ---------------------- |
| 01 | "Misa-chan É Uma Empregada" "Misaki-chan wa Meido-sama!" (美咲ちゃんはメイド様!)                                                                            | 1 de abril de 2010     |
| Introdução dos personagens e da história. | |                        |
| 02 | "Uma Empregada no Festival Escolar" "Gakuensai demo Meido-sama!" (学園祭でもメイド様!)                                                                      | 8 de abril de 2010     |
| Misaki precisa coordenar o festival cultural de um jeito que atraia mais garotas para estudarem no colégio. Porém, ela descobrirá o quanto tratar os garotos de forma tão fria e autoritária pode ter um impacto negativo. | |                        |
| 03 | "Qual a Cor da Misaki? Cor Natural?" "Misaki wa Nani Iro? Tennen Shoku?" (美咲は何色?天然色?)                                                               | 15 de abril de 2010    |
| Ocorrerá dois novos eventos no Maid Latte: no primeiro, as empregadas precisam fazer o papel de "irmãs mais nova" dos clientes, agindo e falando como tal, e no próximo as empregadas irão atuar como "Maid Sentai", um tipo de empregadas que seriam super-heroínas e cada uma teria o uniforme de uma cor diferente. | |                        |
| 04 | "O Ídolo da Internet, Aoi-chan" "Netto Aidoru Aoi-chan" (ネットアイドルAOIちゃん)                                                                           | 22 de abril de 2010    |
| Aoi é a sobrinha da gerente, que possui uma famosa página na internet onde posta fotos suas bem fofas. Ao conhecer Usui, decide a todo custo seduzi-lo e fazer com que ele ficasse apaixonado por ela, apenas para elevar seu nível de sedução por ter conquistado alguém como ele. Aoi não se conforma ao ver como Misaki é masculinizada, não sendo nem um pouco feminina. | |                        |
| 05 | "A Primeira Vez Como Supervisora" "Hajimete no Orusuban" (初めてのお留守番)                                                                                 | 29 de abril de 2010    |
| Uma onda de ataques anda ocorrendo com garçonetes de Cafés Cosplays. E Misaki ainda precisa ficar cuidando da loja até tarde e sozinha até que a Gerente volte de uma reunião. Usui se mostra estar preocupado, principalmente pela própria Misaki estar tranquila, crente de que se alguém a atacasse ela saberia muito bem como se defender. | |                        |
| 06 | "Curso Ayuzawa Para Homens!" "Otoko・Ayuzawa Juku!" (男・鮎沢塾!)                                                                                           | 6 de maio de 2010      |
| Um grupo de rapazes acha que Misaki é um grande exemplo e decidem aprender o máximo que puder com ela, transformando-a em sua Mestra. Misaki acaba até gostando da ideia, porém eles a seguem o tempo todo e se mostram interessados em tudo o que ela faz, inclusive em seu misterioso trabalho de meio período. A presidente quer continuar ensinando a eles, mas não quer que descubram seu segredo. | |                        |
| 07 | "A Aparição do Conselho Estudantil da Academia Miyabigaoka" "Miyabigaoka Gakuen Seitokaichō Tōjō" (雅ヶ丘学園生徒会長登場)                                  | 6 de maio de 2010      |
| Misaki ainda esta muito abalada com o beijo que Usui lhe deu e não consegue se concentrar direto. Como se não fosse o bastante, dois alunos do colégio brigam com alguns alunos do Miyabigaoka, um colégio para alunos de famílias ricas e poderosas. O aluno "insultado" exige um pedido de desculpas ou levaria o caso para ser resolvido pelo conselho estudantil de seu Colégio. Misaki tem medo de que essa briga suje ainda mais a reputação do Seika e obriga os alunos responsáveis a irem com ela resolver a questão. | |                        |
| 08 | "Misaki se Transfere Para Miyabigaoka" "Misaki, Miyabigaoka Gakuen e" (美咲、雅ヶ丘学園へ)                                                                  | 20 de maio de 2010     |
| Tora, o Presidente do conselho estudantil de Miyabigaoka, vai até o Seika e pede desculpas pela atitude dos alunos de seu Colégio. Ainda por cima, elogia Misaki e a convida para ser transferida para Miyabigaoka com a ajuda de uma bolsa de estudos, para fazer parte de seu conselho estudantil. Os alunos do Seika ficam espantados e a Presidente fica de pensar sobre o assunto. No entanto, seu caráter é muito diferente do que aparenta, e também se mostra muito interessado em Misaki, acreditando que trazendo-a para seu Colégio, ela certamente lhe traria muita diversão, em vários sentidos. | |                        |
| 09 | "Continua Sendo uma Empregada Mesmo Quando é Momotarou" "Momotarō made mo Meido-sama" (桃太郎までもメイド様)                                                | 27 de maio de 2010     |
| Uma versão "diferente" de um conto clássico japonês, criada por Usui e que envolve as personagens do anime: Momotarou (Misaki) precisa encontrar e derrotar um perigoso demônio que está sequestrando todas as jovens de um vilarejo. | |                        |
| 10 | "Sakura Apaixonada pela Banda" "Sakura no Koi wa Indīzu" (さくらの恋はインディーズ)                                                                         | 3 de junho de 2010     |
| Sakura é completamente apaixonada pelo vocalista de uma banda, que está ganhando cada vez mais fãs. Ela consegue um encontro com a banda, e pede para que Misaki e Shizuku irem junto com ela, mas Usui parece não gostar muito da ideia. Durante o encontro, Kuuga, o vocalista, mostra uma personalidade diferente da que aparentava ter e além de não se interessar nem um pouco por Sakura, se interessa por Misaki. | |                        |
| 11 | "Se Aproximando do Segredo de Takumi Usui" "Usui Takumi no Himitsu ni Semaru!" (碓氷拓海の秘密に迫る!)                                                      | 10 de junho de 2010    |
| Sakura e Shizuku estão muito curiosas a respeito do misterioso Usui, e decidem segui-lo para descobrirem a onde ele mora, e acabam arrastando Misaki junto. As três descobrem uma aparente "rotina" surpreendente. | |                        |
| 12 | "Continua Sendo uma Empregada Mesmo no Festival de Esportes" "Taiikusai demo Meido-sama" (体育祭でもメイド様)                                               | 17 de junho de 2010    |
| Campeonato de corrida na escola. Cada corrida possui um prêmio, e apenas quem chegar em primeiro lugar tem direito a ele. Porém, um dos prêmios escapou do controle de Misaki! Quem vencesse a corrida com obstáculos, teria direito a ganhar um beijo de Sakura. Para proteger a amiga, Misaki esta decidida a ganhar a qualquer custo. Mas Gouda, que é apaixonado por Sakura e que inúmeras vezes foi rejeitado por ela, também pretende ganhar de qualquer jeito esse prêmio, mesmo que tenha que trapacear para isso. | |                        |
| 13 | "O Idiota, o Delinquente e o Herói" "Baka to Furyō to Hīrō to" (バカと不良とヒーローと)                                                                     | 24 de junho de 2010    |
| Yukimura, que havia sido forçado a se vestir de garota, é confundido com a namorada de Shiroyan e é sequestrado por um delinquente do antigo colégio dele. Então os Três Idiotas, Misaki, Usui e até mesmo Aoi-chan irão se unir para ajudar o Vice-Presidente. | |                        |
| 14 | "Kanou Soutarou da Turma 1-7" "Ichinen Nanakumi Kanō Sōtarō" (1年7組 叶爽太郎)                                                                              | 1 de julho de 2010     |
| Os esforços de Misaki como Presidente Estudantil trouxeram várias melhorias ao Seika, incluindo uma fama melhor. Sendo assim, cada vez mais garotas estão ingressando no colégio. No entanto, Kanou, um hipnotizador com medo de garotas, decide sabotar todo o conselho estudantil para evitar que mais meninas entrem no colégio. Nem que para isso tenha que usar de sua habilidade no hipnotismo para fazer com que Misaki e Usui fiquem um contra o outro. | |                        |
| 15 | "Um Coelho de Óculos e Um Tour Pela Escola" "Gakkō Kengaku-kai de Megane Usagi" (学校見学会で眼鏡うさぎ)                                                    | 8 de julho de 2010     |
| O campus do colégio está aberto para receber visitas. Misaki resolve fazer uso desse evento para castigar Kanou pelo ocorrido anteriormente, e o coloca para ajudar as garotas em um Café que elas farão. Aos poucos, ele vai percebendo que não é tão ruim assim conviver com garotas. Enquanto isso Misaki precisa cuidar para que tudo saia como o planejado. | |                        |
| 16 | "Maid Latte Em Um Hotel na Praia" "Umi no Ie de mo Meido Rate" (海の家でもメイドラテ)                                                                       | 15 de julho de 2010    |
| As funcionárias do Maid Latte são convidadas a passarem as férias de verão na praia pela Nagisa, irmã mais nova da Gerente. Junto com elas, Aoi e Usui acabam indo junto. Porém, Nagisa está com problemas em seu novo quiosque na praia, afinal, sendo um lugar um pouco afastado, poucos clientes aparecem. Então as Maids resolvem ajudá-la a criar uma reputação fazendo um dia em que todas elas serviriam como Maids na praia (O "Dia do biquíni"), mas no lugar de seus habituais uniformes, elas vestiriam biquínis com um avental por cima. Mas Usui não parece gostar da ideia de ver Misaki servindo os clientes vestida assim. E Misaki acaba demonstrando sua fraqueza diante de um lugar conhecido por ser Assombrado. | |                        |
| 17 | "Usui Vira o Inimigo" "Usui, Teki ni Mawaru" (碓氷、敵に回る)                                                                                               | 22 de julho de 2010    |
| Nagisa, que é contra seu sobrinho se travestir, resolve fazer uma aposta com Aoi: Se ele vencesse o torneio de vôlei de praia, ele poderia se vestir como quisesse, mas se perdesse teria de passar o resto do verão vestido de menino. Mas o torneio é em duplas, composta por um garoto e uma garota. Ouvindo toda conversa, Misaki decide ser a dupla de Aoi e ajudá-lo a vencer. Os vencedores se tornariam o Príncipe e a Princesa da praia, e, durante um evento a noite, participariam de uma sessão de fotos usando seus trajes de banho onde qualquer um poderia tirar fotos com eles. Usui fica enciumado e decide também participar do torneiro e vencê-lo, apenas para que Misaki não se tornasse a Princesa da praia.   | |                        |
| 18 | "Até Mesmo a Empregada É Um Mordomo" "Meido-sama de mo Futtoman" (メイド様でもフットマン)                                                                   | 29 de julho de 2010    |
| Maki, o Vice-Presidente do conselho estudantil de Miyabigaoka, está decidido a comprar o Maid Latte para transformá-lo em um luxuoso Café no estilo Inglês com Mordomos no lugar das empregadas. Ele resolve fazer um concurso diferente para contratar seus futuros Mordomos, e Misaki é desafiada por Tora, o Presidente de Miyabigaoka, a mostrar as habilidades das empregadas do Maid Latte. Então Misaki resolve participar do concurso, junto com Subaru, porém existem 3 regras paras os competidores: Precisam participar em duplas, ambos precisam ter pelo menos 16 anos, e o mais importante é que ambos precisam ser do sexo masculino. Então as duas precisam fingir serem homens.                                     | |                        |
| 19 | "Nova Dupla no Desafio dos Criados" "Pea Kuminaoshi de Futtoman" (ペア組み直しでフットマン)                                                                 | 5 de agosto de 2010    |
| Subaru foi descoberta, e, por ser uma garota, foi desclassificada. Aoi, por ter apenas 14 anos, também é desclassificado. Automaticamente, seus parceiros, Misaki e Usui, também seriam desclassificados por não possuírem mais parceiros, mas Tora decide permitir que os dois façam uma dupla. Os dois estavam indo bem mas, antes da última prova, Usui machuca seriamente os braços ao tentar proteger Misaki de uma queda. Algum tempo após o concurso, Misaki vai até a casa de Usui para visita-lo e resolve cuidar dele durante essa visita. | |                        |
| 20 | "O Vice-Presidente É Um Príncipe!?" "Fukukaichō wa Ōji-sama!?" (副会長は王子様!?) "Aoi e Seus Amigos" "Aoi to Yukai na Nakamatachi" (AOIとユカイな仲間たち) | 12 de agosto de 2010   |
| Yukimura possui uma irmã mais nova, Ruri de 7 anos, que há muito tempo deseja se tornar uma princesa. O Vice-Presidente parece não ter qualquer admiração por parte de sua irmã. Ruri, ao ver Usui pela primeira vez, acredita que ele seja seu príncipe encantado e cisma em querer ter um encontro com ele. Para melhorar sua relação com a irmã, Yukimura pede ajuda a Misaki e ao Usui, que resolvem ajudar. Mas parece que Usui pode acabar "roubando" de vez a atenção de Ruri para ele mesmo. Mais para frente, Aoi planeja gravar seu primeiro DVD e colocar na sua pagina na internet, para isso ele contará com a ajuda do Trio Idiota, de Yukimura e de Kanou.                                                            | |                        |
| 21 | "O Rival de Usui? Hinata Shintani" "Usui no raibaru? Shintani Hinata" (碓氷のライバル？深谷陽向)                                                            | 19 de agosto de 2010   |
| Surge Hinata, um glutão com o coração inocente. Acabou de se transferir para o Seika atrás de seu primeiro amor e, por ser tão inocente e animado, já começa a dar trabalho para Misaki. | |                        |
| 22 | "Brincando de Pega na Viagem Escolar" "Rinkan gakkō onigokko" (林間学校オニごっこ)                                                                          | 26 de agosto de 2010   |
| Viagem escolar para um templo budista. Ao contrário do esperado, os alunos irão passar 4 dias trabalhando muito, fazendo meditação e comendo pouco. Isso realmente está mexendo demais com os garotos. Para completar, Usui que estava apenas de mau-humor devido ao ciúme, decide ver Shintani realmente como seu rival, portanto, como uma ameaça. Shintani, mesmo admitindo a superioridade de Usui, também o coloca como seu rival. A partir de então, a guerra entre os dois está oficialmente declarada. | |                        |
| 23 | "Festival de Doces no Maid Latte" "Suītsu ōmori meido rate" (スイーツ大盛りメイドラテ)                                                                      | 2 de setembro de 2010  |
| Erika, sem perceber, acaba fazendo uma aposta com um cliente e se ele vencesse o torneio que teria no Maid Latte, de quem consegue comer mais doces, ela iria sair com ele. Mas sair com cliente é algo proibido para as funcionárias, e se isso acontecesse provavelmente custaria o emprego de Erika. Para ajudar a amiga, Misaki resolve participar do concurso disfarçada. O que elas não contavam, era com a repentina participação de Shintani. | |                        |
| 24 | "Derretendo as Coisas com a Magia do Latte ♥" "Rate Majikku de Meromerorin ♥" (ラテ・マジックでメロメロリン ♥)                                              | 2 de setembro de 2010  |
| Usui está cada vez mais com ciúmes de Shintani, que parece ter ficado ainda mais próximo de Misaki após descobrir sobre seu trabalho como Maid. A rivalidade entre os dois está crescendo cada vez mais. Enquanto isso, no Maid Latte está ocorrendo um novo evento, onde as Maids irão se vestir como as heroínas mágicas de um famoso anime. | |                        |
| 25 | "Hinata, Misaki e Usui" "Hinata to Misaki to Usui-kun" (陽向と美咲と碓氷くん)                                                                               | 16 de setembro de 2010 |
| Shintani percebe o clima que há entre Misaki e Usui e fica triste, e vai relembrando um pouco do passado. Sakura, acreditando que seu amado Kuuga realmente tenha mudado, resolve ir a um festival que terá em outro colégio. E ainda convence Shizuku e Misaki a irem junto, e Usui acaba vindo também ao ficar sabendo. Graças ao show da banda, há muitas pessoas no festival e Misaki e Usui acabam se separando de Sakura e Shizuku. Os dois acabam por decidir aproveitar o festival mesmo assim, embora esta ocasião esteja tão parecida com um encontro. | |                        |
| 26 | "Você É Muito Astuta Ayuzawa. Usui, seu Idiota!" "Zurusugiruyo Ayuzawa, Usui no Aho!" (ずるすぎるよ鮎沢、碓氷のアホ！)                                      | 23 de setembro de 2010 |
| Ainda no festival, Usui convence Misaki a participar de uma gincana feita para casais jogarem, sendo que uma das regras, é que o casal precisa ficar de mãos dadas o tempo todo. O clima entre os dois está ficando cada vez mais romântico, e após o Show acabar, Sakura e Shizuku vão embora, deixando o casal sozinho de vez. | |                        |